# Gloria Henry
Gloria Henry (* 2. April 1923 in New Orleans, Louisiana als Gloria McEniry; † 3. April 2021 in Los Angeles, Kalifornien) war eine US-amerikanische Schauspielerin. Bekanntheit erlangte sie vor allem durch ihre Rolle als Alice Mitchell in der von CBS produzierten, 145 Folgen langen Sitcom Dennis, Geschichten eines Lausbuben sowie als Beth Forbes in dem 1952 erschienenen Western Engel der Gejagten.

## Leben
Gloria McEniry wuchs im sogenannten Garden District in New Orleans auf. Nach ihrem Schulabschluss zog sie nach Los Angeles, wo sie unter ihrem Künstlernamen Gloria Henry in diversen Radioshows und Werbespots auftrat. Sie spielte außerdem in kleinen Theatergruppen mit.
1947 wurde Henry von Columbia Pictures entdeckt und bekam so ihre erste kleine Filmrolle in Sport of Kings. In den folgenden Jahren spielte sie hauptsächlich die weibliche Hauptrolle in B-Movies, darunter Kriminalfilme, Komödien und mehrere Western mit Gene Autry. Einen wichtigeren Auftritt hatte Henry 1950 als Lucy Johnson an der Seite ihrer Filmeltern Una Merkel und William Bendix in der Baseball-Komödie Kill the Umpire. Ihre wohl bekannteste Filmrolle war jedoch die der Beth Forbes in Fritz Langs 1952 erschienenem Western Engel der Gejagten an der Seite von Marlene Dietrich, Arthur Kennedy und Mel Ferrer.
Neben ihrer Filmkarriere absolvierte Henry Gastauftritte in zahlreichen Fernsehserien, darunter 1957 als Helene Chaney in Der Fall mit den zwei Revolvern, der ersten Folge von Perry Mason.
1959 übernahm Henry die Rolle der Alice Mitchell in der von CBS produzierten Sitcom Dennis, Geschichten eines Lausbuben, die auf einer Comicserie von Hank Ketcham beruhte und von der bis 1963 insgesamt 145 Folgen produziert wurden. Es sollte ihre bekannteste Rolle werden. Nach dem Ende der Sitcom spielte Henry nur noch vereinzelt in Fernsehserien und Filmen mit; hierzu gehörten Gastauftritte in bekannten Fernsehserien wie Simon & Simon, Falcon Crest oder Dallas. Ihren letzten Auftritt als Schauspielerin hatte sie 2012 in der Comedyserie Parks and Recreation.
Gloria Henry war von 1949 bis 1977 mit dem Architekten Craig Ellwood verheiratet, mit dem sie drei Kinder bekam. Die Ehe wurde geschieden. Henry starb am 3. April 2021, einen Tag nach ihrem 98. Geburtstag, in ihrem Haus in Los Angeles.

## Filmografie (Auswahl)

### Filme
- 1947: Sport of Kings
- 1947: Keeper of the Bees
- 1947: Bulldog Drummond Strikes Back
- 1948: The Strawberry Roan
- 1948: Adventures in Silverado
- 1948: Triple Threat
- 1948: Racing Luck
- 1949: Air Hostess
- 1949: Johnny Allegro
- 1949: Miss Grant Takes Richmond
- 1949: Feudin’ Rhythm
- 1949: Gespensterreiter (Riders in the Sky)
- 1950: Kill the Umpire
- 1951: Al Jennings of Oklahoma
- 1952: Engel der Gejagten (Rancho Notorious)
- 1953: Hot News
- 1958: Gang War
- 1984: Calamity Jane (Fernsehfilm)
- 1988: Hilfe, ich bin ein Außerirdischer – Ausgeflippte Zeiten auf der Erde (Doin’ Time on Planet Earth)
- 1991: Gefährlicher Charme (Her Wicked Ways, Fernsehfilm)
- 2005: Her Minor Thing

### Fernsehserien
- 1952: The Files of Jeffrey Jones (14 Folgen)
- 1957: Perry Mason (eine Folge)
- 1959–1963: Dennis, Geschichten eines Lausbuben (Dennis the Menace, 145 Folgen)
- 1984: Simon & Simon (eine Folge)
- 1987: Falcon Crest (eine Folge)
- 1989: Polizeibericht (Dragnet, eine Folge)
- 1989, 1990: Dallas (zwei Folgen)
- 1990: Mr. Belvedere (eine Folge)
- 1990: Hunter (eine Folge)
- 1990–1992: Doogie Howser, M.D. (zwei Folgen)
- 2012: Parks and Recreation (eine Folge)